# И Цзяньлянь
И Цзяньля́нь (кит. упр. 易建联, пиньинь Yì Jiànlián, род. 27 октября 1987 года) — китайский профессиональный баскетболист. Был выбрал под шестым номером на драфте 2007 года командой «Милуоки Бакс». Также выступал за команды «Нью-Джерси Нетс» и «Вашингтон Уизардс». Принимал участие в Летней Олимпиаде 2004 и 2008 годов, Чемпионате мира 2006 года за национальную сборную Китая.

## Карьера в Китае
В 2002 году в надежде подписать И, компания Adidas пригласила молодого игрока в созданный ею тренировочный лагерь в Тианеке (Нью-Джерси). В лагере игрок должен был соревноваться с представителями всех колледжей США. После возвращения в Китай, И начал выступать на позиции тяжёлого форварда в команде Китайской баскетбольной ассоциации «Гуандун Саузерн Тайгерс». В дебютном сезоне в среднем набирал 3,5 очка за игру и делал 1,9 подборов. В четырёх играх финалов КБА в дебютном сезоне в среднем набирал 7,3 очков за игру и делал 7,3 подбора. В этом же году получил титул «Новичок года». За пять сезонов в китайской команде трижды становился чемпионом КБА. В 2003 году игра И была отмечена журналом «TIME» от 24 августа 2003 года в статье «Новый Яо Мин». В следующие три сезона И и его команда «Гуандун» три раза становилась чемпионом КБА, а И в 2006 году получил награду Самого ценного игрока финалов розыгрышей КБА.
В последнем сезоне перед драфтом НБА 2007 года, И набирал в среднем за матч 24,9 очков и делал 11,5 подборов, однако этого не хватило для победы в финале КБА 2006/07 годов, когда «Гуандун» уступил команде «Баи Рокетс». Кроме профессионального спорта он также учился в Колледже экономики и менеджмента в Технологическом университете Гуандуна.
В 2011 году И вернулся в Китай, где подписал годичный контракт со своим бывшим клубом «Гуандун Саузерн Тайгерс». В отличие от других игроков НБА, которые вслед за локаутом 2011 года перешли в китайский чемпионат, И получил возможность вернуться в США после его окончания.

## Выступления в НБА
И не рассчитывал выставлять свою кандидатуру на драфт вплоть до 2009 года, так как Китайская баскетбольная ассоциация приняла решение не отпускать игроков за рубеж до тех пор, пока им не исполнится 22 года. Однако в начале 2006 года И объявил о том, что собирается принять участие в драфте 2006 года, хотя затем он отказался от такого решения, мотивируя это тем, что «он еще не был готов выступать на уровне НБА и ему необходимо еще набраться опыта во внутреннем чемпионате». Через год, 1 ноября 2006 года «Тайгерс», объявили, что И будет участвовать в драфте 2007 года.
В НБА И выбрал агента Дана Фегана, который должен был представлять его на драфте и вместе с ним вылетел в Лос-Анджелес для участия в специализированных тренировочных лагерях для пред-драфта. Ещё до начала драфта игроку предсказывали, что он будет выбран где-то между третьим и двенадцатым номером.
28 июня 2007 года И был выбран под шестым номером драфта командой «Милуоки Бакс» несмотря на то, что Феган предупреждал «Бакс» о том, чтобы они не выбирали игрока. Кроме того, команда не была приглашена на пред-драфт в Лос-Анджелес. Также агент предупреждал о том, что в Милуоки ещё не сложилось «азиатско-американское сообщество». Однако главный тренер Ларри Харрис сказал позднее, что «они просто выбрали лучшего игрока, которого могли выбрать для себя».
Так как на постере И был сфотографирован напротив стула, а не другого баскетболиста во время телетрансляции драфта, ему тут же дали прозвище «The Chairman» (Председатель), которым его наградил редактор ESPN Билл Симмонс.
После драфта «Бакс» постаралась убедить игрока подписать с ней контракт. С этой целью 2 июля владелец команды сенатор Херб Кёль направил письмо И и его представителям. Через три дня Харрис и главный тренер Ларри Кристковяк встретились с И в Лас-Вегасе для того, чтобы попробовать ещё раз убедить игрока выступать за «Милуоки», однако представители И отказались, настаивая на продаже в клуб, где уже есть игроки из Китая. Китайские официальные лица также выражали сомнение в том, что у И будет достаточно игрового времени перед Олимпиадой в Пекине.
Кёль специально побывал в Гонконге для того, чтобы встретиться и переговорить с игроком лично.\. Также он заверил китайскую сторону в том, что И будет получать достаточно игрового времени. Итогом стало подписание 29 августа 2007 года стандартного контракта для новичка лиги.

### Дебютный сезон
После того, как в стартовом составе «Бакс» Кристковяк выпустил И вместо Чарли Вильянуэва в начале сезона 2007/08 годов в НБА, в дебютном матче И набрал 9 очков и сделал три подбора, однако его команда уступила в выездном матче «Орландо Мэджик». Первый домашний матч пришёлся на игру «Милуоки» через три дня против «Чикаго Буллз». И набрал 16 очков и сделал 8 подборов, а команда победила со счётом 78:72. Это была первая игра И Цзяньляня, которую показывали по китайскому телевидению. Количество телезрителей составило около 100 млн. Яо Мин отметил игру молодого игрока в первых играх: «Если вы сравните нас в третьей игре в НБА, то заметите, что статистика И гораздо лучше, чем моя».
9 ноября И и Яо впервые встретились на площадке НБА. Это был гостевой игре против «Хьюстон Рокетс» на площадке Тойота-центр в Хьюстоне. И набрал 19 очков (в том числе забил два трехочковых) и сделал 9 подборов, однако «Рокетс» победили с большим отрывом 104:88, а Яо набрал 28 очков и сделал 10 подборов. За игрой в этот раз наблюдало более 200 миллионов зрителей в Китае. Для трансляций НБА этот матч стал одним из рекордных по охвату аудитории в истории лиги. После игры Яо назвал И «невероятно талантливым», а Трэйси Макгрэди сказал, что И «является несомненным открытием лиги». Тренер китайской сборной на Олимпиаде 2004 года Дэл Харрис описывал И как «самого атлетичного 7-футового игрока НБА».
В декабре И был назван «новичком месяца» — после того, как в среднем он набирал 12,1 очка за игру и делал 6,6 подборов. 22 декабря 2007 года он набрал наибольшее количество очков в карьере — 29 (попал с игры 14 бросков из 17). 30 января его выбрали в команду новичков в рамках «Вызова новичков» игры Всех Звёзд НБА 2008 года. 2 февраля 2008 года И вновь встретился на площадке с Яо Мином в рамках домашней игры «Бакс» против «Рокетс», которую Кристковяк назвал «Китайский Суперкубок». Однако, победу вновь одержали «Рокетс» (91:83). Яо набрал 12 очков, а И получил повреждение плеча, в итоге набрав всего 6 очков, забив всего один из десяти с игры.
2 апреля было объявлено о том, что из-за травмы колена И пропустит остаток сезона. Пропустив восемь игр из-за других повреждений, И принял участие всего в 66 матчах (из 82) в дебютном сезоне, при этом набирал в среднем за игру 8,6 очков при точности попаданий с игры 42 % и делал 5,2 подбора. Один из помощников тренера Брайан Джеймс отмечал, что «травмы преследовали его больше, чем кто-либо мог представить, и ему предстояло справляться с этим и играть».

### «Нью-Джерси Нетс»
26 июня 2008 года И Цзяньлянь вместе с Бобби Симмонсом был продан в «Нью-Джерси Нетс». В обмен «Милуоки» получала Ричарда Джефферсона. Президент «Нетс» Род Торн сказал, что «мы чувствуем, что И может стать хорошим игроком», а исполнительный директор Бретт Йормарк добавил: «с ним у нас появятся новые фанаты». Сам И в интервью отмечал, «что не хотел, чтобы его продавали, однако для меня счастье выступать за „Нетс“».
В первых 37 играх за «Нью-Джерси» И в среднем набирал 10,5 очков и делал 6,2 подбора, при этом показатель попаданий с трёхочковой отметки достигал 39 %, что существенно выше, чем в предыдущем сезоне. 9 января 2009 года И сломал мизинец правой руки и был вынужден пропустить несколько недель. Торн назвал это «паршивым времяпрепровождением» из-за того, что до этого момента «И играл хорошо», однако сам И признавался, что «Я просто использовал отведенное мне время на поле. И я вернусь». В голосовании за игроков на Матч Всех Звёзд НБА 2009 года И занял третье место в рамках голосования за форвардов Восточной Конференции, опередив таких игроков как Пол Пирс и Крис Бош, в основном такая позиция объяснялась голосованием китайских болельщиков, которые голосовали просто потому, что он был китайцем.
Возвращение после травмы состоялось уже после Матча Всех Звёзд 2009 года, а его команда 17 февраля проиграла «Хьюстон Рокетс». Однако после того, как игрок набирал в среднем 6 очков за игру при проценте попадания 36 %, он перестал выходить в стартовом составе своей команды. По итогам сезона И набирал в среднем за матч 8,6 очков и делал 5,3 подбора при 38 % попаданий с игры и 34 % с трёхочковой дистанции. После того, как «Нетс» не пробились в плей-офф 2009 года, агент игрока предложил тренеру почаще выпускать игрока на поле. Главный тренер Лоуренс Франк в ответ на это заметил «Вам следует быть спокойным. Ему всего 21». Сам И расценивал сезон «все еще как череду провалов и подъемовs».
В сезоне 2009/10 И удалось вернуться в стартовый состав. Начиная в стартовом составе, И получил несколько травм в течение сезона, пропустив в общей сложности 30 игр регулярного чемпионата. 4 ноября он получил растяжение связок коленного сустава (пропустил 16 матчей), 8 декабря — рассечение нижней губы (пропустил 8 матчей), а 8 марта потянул левую лодыжку (пропустил 6 матчей). По итогам сезона И набирал 12 очков за игру и делал 7,2 подбора при 40 % попаданий с игры и 37 % — из-за трёхочковой линии.

### «Вашингтон Уизардс»
29 июня 2010 года И был продан «Вашингтон Уизардс» вместе с предложением в $3 млн за Куинтона Росса. До 30 июня 2011 года «Уизардс» могли сделать предложение по И, но не сделали этого.

### «Даллас Маверикс»

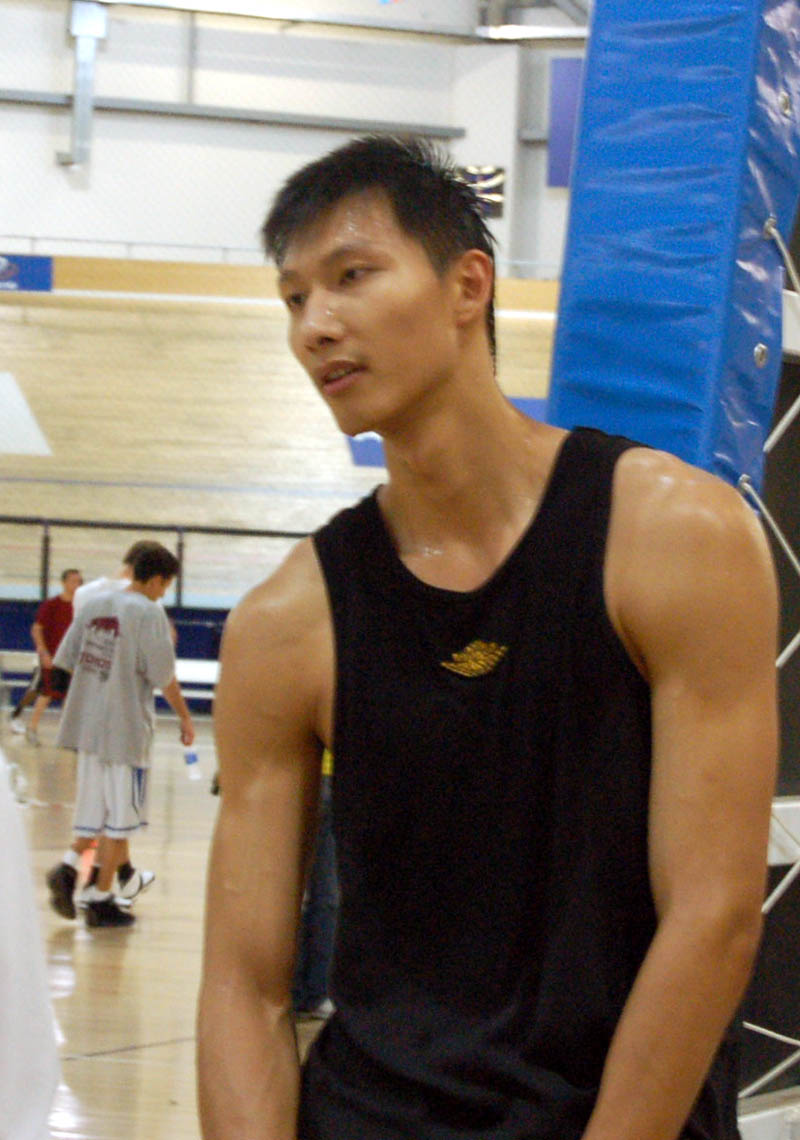
И после тренировки

6 января 2012 года И подписал годичный контракт с «Даллас Маверикс». Сразу же он был определен в команду, которая представляла Лигу развития НБА — «Техас Лэджендс». И воспользовался новыми правилами НБА, по которым игрок, ранее в течение более двух лет выступавший за команду НБА, может быть определен в Д-Лигу при согласии самого игрока. 9 января 2012 после того, как И сыграл две игры за «Лэджендс» в среднем набирая 23 очка и 12 подборов за игру, его вновь призвали в стан «Маверикс».

### «Лос-Анджелес Лейкерс»
23 августа 2016 года «Лейкерс» объявили о переходе И Цзяньляня, однако уже 24 октября клуб и игрок расторгли контракт по обоюдному согласию.

## Возвращение в Китай
23 сентября 2012 года было объявлено, что игрок заключил однолетний контракт с бывшим клубом, «Гуандун Саузерн Тайгерс» и возвращается в Китай.
В октябре 2016 года И вернулся в «Гуандун», проведя тренировочный лагерь в составе «Лос-Анджелес Лейкерс».
15 августа 2020 года И помог команде «Гуандун Саузерн Тайгерс» выиграть свой 10-й титул чемпиона Китая по баскетболу, однако во время игры И получил разрыв ахиллова сухожилия и должен был пропустить большую часть сезона 2020/21 из-за реабилитации.
30 августа 2023 года И объявил о завершении карьеры.

## Международная карьера
Первым международных турниром для И стал чемпионат мира ФИБА для юниоров (до 19 лет), на котором он в среднем набирал 18,9 очков за игру и делал 11,5 подборов. За главную команду игрок дебютировал на Летней Олимпиаде 2004 года. На Чемпионате мира 2006 года в Японии в среднем за игру набирал 6 очков и делал 6 подборов. Его игра впечатлила наставников сборной, на молодого игрока обратили внимание и скауты из других стран.
В 2008 году И был приглашен в национальную сборную для подготовки к Летней Олимпиаде в Пекине. В первых двух групповых матчах сборной И набирал только 9 очков и делал 4 подбора, а Китай проиграл оба матча — сборным США и Испании. Однако в игре против сборной Анголы игрок сделал дабл-дабл, а его команда одержала победу. Во второй победной игре против сборной Германии И набрал 9 очков и сделал 11 подборов, а также забил победный гол за 28 секунд до окончания матча, что позволило Китаю попасть в четвертьфинал. Сборную Китая остановила в четвертьфинале Литва, победив со счётом 94:68. Не помогла и результативная игра И, в которой он набрал 11 очков.
И Цзяньлянь вместе с бывшим игроком НБА Сунь Юэ, был членом национальной сборной на Чемпионатах Азии 2009 и 2011 годов. На Чемпионате Азии 2011 года И был признан MVP турнира. В среднем он набирал 16,6 очков за игру, делал 10,8 подборов и 1,4 блок-шота.
На Олимпиаде 2012 года в Лондоне был знаменосцем китайской сборной.

## Личная жизнь
И Цзяньлянь родился в семье профессиональных гандболистов — И Цзинлю и Май Мэйлин. Первоначально родители не хотели отдавать ребенка в специализированную спортивную школу, которая готовила будущих звёзд, однако после просмотра один из тренеров посоветовал мальчику заняться стритболом, а также убедил родителей И тренироваться профессионально.
Игрок свободно говорит на китайском и гуандунском диалекте китайского языка.
В настоящее время И подписал контракт с компаниями «Coca Cola» и «Или» по участию в рекламе их продукции в Китае. По индексу популярности China Celebrity 100 в 2008 году И занял четвёртое место. В 2008 году игрок пожертвовал 100,000 юаней для поддержки жертв землетрясения в провинции Сычуань. Также принимал участие в церемонии несения Олимпийского огня к Летним Олимпийским играм в Пекине.

### Проблемы с определением возраста
В некоторых СМИ официально заявлялось, что дата рождения игрока — 27 октября 1987 года, однако эта дата оказалась неверной. Существовала версия о том, что данная фальсификация связана с тем, чтобы игрок мог дольше играть на юношеском уровне. Сам он отказался комментировать эти факты. Так, в 2004 году в рамках Турнира четырёх наций (англ. China's Four Nation Tournament) год рождения И был заявлен как 1984, хотя китайские официальные лица заявляли, что возможно это ошибка.
Подобная история случилась и с другим китайским баскетболистом, бывшим игроком НБА Ван Чжичжи, датой рождения которого был указан как 1977, так и 1979 год.

## Статистика

### Статистика в НБА
| Сезон                                                                                    | Команда    | Регулярный сезон | Регулярный сезон | Регулярный сезон | Регулярный сезон | Регулярный сезон | Регулярный сезон | Регулярный сезон | Регулярный сезон | Регулярный сезон | Регулярный сезон | Регулярный сезон | Серия плей-офф | Серия плей-офф | Серия плей-офф | Серия плей-офф | Серия плей-офф | Серия плей-офф | Серия плей-офф | Серия плей-офф | Серия плей-офф | Серия плей-офф | Серия плей-офф |
| Сезон                                                                                    | Команда    | GP               | GS               | MPG              | FG%              | 3P%              | FT%              | RPG              | APG              | SPG              | BPG              | PPG              | GP             | GS             | MPG            | FG%            | 3P%            | FT%            | RPG            | APG            | SPG            | BPG            | PPG            |
| ---------------------------------------------------------------------------------------- | ---------- | ---------------- | ---------------- | ---------------- | ---------------- | ---------------- | ---------------- | ---------------- | ---------------- | ---------------- | ---------------- | ---------------- | -------------- | -------------- | -------------- | -------------- | -------------- | -------------- | -------------- | -------------- | -------------- | -------------- | -------------- |
| 2007/08                                                                                  | Милуоки    | 66               | 49               | 24,9             | 42,1             | 28,6             | 84,1             | 5,2              | 0,8              | 0,5              | 0,8              | 8,6              | Не участвовал  | Не участвовал  | Не участвовал  | Не участвовал  | Не участвовал  | Не участвовал  | Не участвовал  | Не участвовал  | Не участвовал  | Не участвовал  | Не участвовал  |
| 2008/09                                                                                  | Нью-Джерси | 61               | 52               | 23,3             | 38,2             | 34,3             | 77,2             | 5,3              | 1,0              | 0,5              | 0,6              | 8,6              | Не участвовал  | Не участвовал  | Не участвовал  | Не участвовал  | Не участвовал  | Не участвовал  | Не участвовал  | Не участвовал  | Не участвовал  | Не участвовал  | Не участвовал  |
| 2009/10                                                                                  | Нью-Джерси | 52               | 51               | 31,8             | 40,3             | 36,6             | 79,8             | 7,2              | 0,9              | 0,7              | 1,0              | 12,0             | Не участвовал  | Не участвовал  | Не участвовал  | Не участвовал  | Не участвовал  | Не участвовал  | Не участвовал  | Не участвовал  | Не участвовал  | Не участвовал  | Не участвовал  |
| 2010/11                                                                                  | Вашингтон  | 63               | 11               | 17,6             | 41,8             | 23,1             | 68,1             | 3,9              | 0,4              | 0,4              | 0,5              | 5,6              | Не участвовал  | Не участвовал  | Не участвовал  | Не участвовал  | Не участвовал  | Не участвовал  | Не участвовал  | Не участвовал  | Не участвовал  | Не участвовал  | Не участвовал  |
| 2011/12                                                                                  | Даллас     | 30               | 0                | 6,8              | 37,8             | 30,0             | 66,7             | 1,6              | 0,2              | 0,2              | 0,3              | 2,6              | 1              | 0              | 4,9            | 33,3           | 0,0            | 0,0            | 2,0            | 0,0            | 1,0            | 0,0            | 2,0            |
|                                                                                          | Всего      | 272              | 163              | 22,2             | 40,4             | 33,3             | 78,0             | 4,9              | 0,7              | 0,5              | 0,7              | 7,9              | 1              | 0              | 4,9            | 33,3           | 0,0            | 0,0            | 2,0            | 0,0            | 1,0            | 0,0            | 2,0            |
| Наведите курсор мыши на аббревиатуры в заголовке таблицы, чтобы прочесть их расшифровку. |            |                  |                  |                  |                  |                  |                  |                  |                  |                  |                  |                  |                |                |                |                |                |                |                |                |                |                |                |

### Статистика в Джи-Лиге
| Сезон                                                                                    | Команда        | Регулярный сезон | Регулярный сезон | Регулярный сезон | Регулярный сезон | Регулярный сезон | Регулярный сезон | Регулярный сезон | Регулярный сезон | Регулярный сезон | Регулярный сезон | Регулярный сезон | Серия плей-офф | Серия плей-офф | Серия плей-офф | Серия плей-офф | Серия плей-офф | Серия плей-офф | Серия плей-офф | Серия плей-офф | Серия плей-офф | Серия плей-офф | Серия плей-офф |
| Сезон                                                                                    | Команда        | GP               | GS               | MPG              | FG%              | 3P%              | FT%              | RPG              | APG              | SPG              | BPG              | PPG              | GP             | GS             | MPG            | FG%            | 3P%            | FT%            | RPG            | APG            | SPG            | BPG            | PPG            |
| ---------------------------------------------------------------------------------------- | -------------- | ---------------- | ---------------- | ---------------- | ---------------- | ---------------- | ---------------- | ---------------- | ---------------- | ---------------- | ---------------- | ---------------- | -------------- | -------------- | -------------- | -------------- | -------------- | -------------- | -------------- | -------------- | -------------- | -------------- | -------------- |
| 2011/12                                                                                  | Техас Лэджендс | 2                | 2                | 36,6             | 47,4             | 0,0              | 58,8             | 12,0             | 2,5              | 1,0              | 2,0              | 23,0             | Не участвовал  | Не участвовал  | Не участвовал  | Не участвовал  | Не участвовал  | Не участвовал  | Не участвовал  | Не участвовал  | Не участвовал  | Не участвовал  | Не участвовал  |
|                                                                                          | Всего          | 2                | 2                | 36,6             | 47,4             | 0,0              | 58,8             | 12,0             | 2,5              | 1,0              | 2,0              | 23,0             | Не участвовал  | Не участвовал  | Не участвовал  | Не участвовал  | Не участвовал  | Не участвовал  | Не участвовал  | Не участвовал  | Не участвовал  | Не участвовал  | Не участвовал  |
| Наведите курсор мыши на аббревиатуры в заголовке таблицы, чтобы прочесть их расшифровку. |                |                  |                  |                  |                  |                  |                  |                  |                  |                  |                  |                  |                |                |                |                |                |                |                |                |                |                |                |

### Статистика в других лигах
| Сезон | Команда                 | Лига  | GP  | GS  | MPG  | FG%  | 3P%  | FT%  | RPG  | APG | SPG | BPG | PFL | TOV | PPG  |
| --- | ----------------------- | ----- | --- | --- | ---- | ---- | ---- | ---- | ---- | --- | --- | --- | --- | --- | ---- |
| 2011/12 | Гуандун Саузерн Тайгерс | КБА   | 4   | 3   | 19,5 | 43,9 | 75,0 | 73,7 | 7,8  | 1,3 | 1,0 | 1,0 | 0,8 | 1,5 | 12,5 |
| 2012/13 | Гуандун Саузерн Тайгерс | КБА   | 38  | 36  | 37,2 | 57,2 | 41,9 | 71,8 | 10,4 | 1,4 | 1,3 | 1,7 | 3,2 | 2,0 | 24,2 |
| 2013/14 | Гуандун Саузерн Тайгерс | КБА   | 42  | 42  | 38,2 | 53,5 | 18,2 | 71,2 | 12,8 | 1,5 | 1,8 | 1,5 | 2,4 | 2,4 | 23,5 |
| 2014/15 | Гуандун Саузерн Тайгерс | КБА   | 45  | 45  | 37,2 | 57,5 | 35,5 | 73,5 | 10,9 | 1,3 | 1,7 | 1,3 | 2,5 | 2,3 | 27,7 |
| 2015/16 | Гуандун Саузерн Тайгерс | КБА   | 43  | 42  | 38,2 | 54,9 | 37,4 | 72,4 | 9,2  | 2,1 | 1,9 | 1,3 | 2,3 | 2,6 | 26,4 |
| 2016/17 | Гуандун Саузерн Тайгерс | КБА   | 41  | 41  | 34,0 | 51,7 | 41,7 | 72,5 | 10,1 | 1,0 | 1,5 | 1,4 | 1,9 | 1,8 | 21,9 |
| 2017/18 | Гуандун Саузерн Тайгерс | КБА   | 47  | 47  | 36,3 | 49,0 | 29,2 | 80,7 | 12,4 | 1,9 | 1,3 | 1,2 | 2,5 | 1,9 | 23,9 |
| 2018/19 | Гуандун Саузерн Тайгерс | КБА   | 49  | 49  | 28,6 | 59,3 | 39,8 | 77,8 | 9,8  | 0,9 | 1,2 | 1,4 | 2,0 | 1,2 | 22,1 |
| 2019/20 | Гуандун Саузерн Тайгерс | КБА   | 44  | 44  | 29,4 | 53,5 | 39,5 | 79,3 | 10,3 | 1,3 | 1,3 | 1,4 | 1,9 | 1,2 | 19,5 |
| 2021/22 | Гуандун Саузерн Тайгерс | КБА   | 37  | 37  | 24,1 | 48,4 | 38,7 | 81,2 | 8,6  | 1,1 | 0,6 | 0,5 | 1,7 | 1,5 | 15,4 |
| 2022/23 | Гуандун Саузерн Тайгерс | КБА   | 35  | 34  | 21,6 | 44,7 | 35,4 | 75,2 | 6,6  | 1,0 | 1,1 | 0,5 | 1,5 | 0,9 | 10,7 |
| Всего | Всего                   | Всего | 425 | 420 | 32,6 | 53,7 | 37,4 | 75,4 | 10,2 | 1,4 | 1,4 | 1,2 | 2,2 | 1,8 | 21,7 |
| Наведите курсор мыши на аббревиатуры в заголовке таблицы, чтобы прочесть их расшифровку Статистика приведена с сайта basketball.realgm.com |                         |       |     |     |      |      |      |      |      |     |     |     |     |     |      |